# نادي الغوطة
نادي الغوطة السعودي هو أحد أندية الدرجة الثالثة بمنطقة حائل في موقق , تأسس عام 1397 هـ .

## تشكيلة الفريق الحالية
ملاحظة: تشير الأعلام إلى المنتخب الوطني على النحو المحدد في قواعد الأهلية للفيفا. قد يحمل اللاعبون أكثر من جنسية واحدة غير تابعة للفيفا.
| الرقم | البلد    | المركز | اللاعب           |
| ----- | -------- | ------ | ---------------- |
| --    | السعودية | حارس   | نواف العتيق      |
| --    | السعودية | حارس   | ناصر المحيني     |
| --    | السعودية | حارس   | رائد كعبي        |
| --    | تونس     | حارس   | زياد الجبالي     |
| --    | السعودية | مدافع  | طلال الغالب      |
| --    | السعودية | مدافع  | جعفر السعيد      |
| --    | السعودية | مدافع  | طلال الشمري      |
| --    | السعودية | مدافع  | عبد الله السليطي |
| --    | السعودية | مدافع  | محمد مطرب        |
| --    | السعودية | مدافع  | إبراهيم رابح     |
| --    | تونس     | مدافع  | عمر اللمطي       |
| --    | السعودية | وسط    | فهد الحسيني      |
| --    | السعودية | وسط    | فيصل المسلماني   |

| الرقم | البلد    | المركز | اللاعب                             |
| ----- | -------- | ------ | ---------------------------------- |
| --    | السعودية | وسط    | مشرف الرويلي                       |
| --    | السعودية | وسط    | سعيد السعيد                        |
| --    | السعودية | وسط    | حمود الشمري                        |
| --    | السعودية | وسط    | متعب الشمري                        |
| --    | السعودية | وسط    | محمد إياد                          |
| --    | السعودية | وسط    | مشعل نومان                         |
| --    | السعودية | وسط    | زيد سالم                           |
| --    | تونس     | وسط    | أحمد عمارة                         |
| --    | السعودية | مهاجم  | عتيق العتيق (معار من نادي الجبلين) |
| --    | السعودية | مهاجم  | مشاري العنزي                       |
| --    | السعودية | مهاجم  | مراد العنزي (معار من نادي الطائي)  |
| --    | السعودية | مهاجم  | فهمي حسين                          |
| --    | الجزائر  | مهاجم  | حمزة بانوح                         |